# Chalinargues
Chalinargues est une commune française, située dans le département du Cantal en région Auvergne-Rhône-Alpes. Du 1er décembre 2016 au 31 décembre 2024, elle est une commune déléguée au sein de la commune nouvelle de Neussargues en Pinatelle. Elle redevient une commune de plein exercice le 1er janvier 2025.

## Géographie
Le territoire de l'ancienne commune est située entre les monts du Cantal et le Cézalier à plus de 1 000 mètres d'altitude. Il fait partie du parc naturel régional des volcans d'Auvergne et se trouve à 62 km d'Aurillac et à 28 km de Saint-Flour. Le village de Chalinargues a su conserver son authenticité grâce à ses nombreuses maisons de pierre couvertes de lauzes, son église romane datant du XIIe siècle et la richesse de son patrimoine.

### Communes limitrophes
Les communes limitrophes sont Vernols, Allanche, Virargues, Celles, Sainte-Anastasie, Neussargues-Moissac (d) et Chavagnac.

## Toponymie
La seconde partie du nom de Chalinargues est la déformation locale du suffixe germanique -ing, indiquant une collectivité. Ce suffixe germanique, d'origine franque, suggère une apparition du nom au VIe – VIIe siècle. Dans les toponymes formés sur cette base, la première partie renvoie fréquemment à un patronyme, celui du propriétaire du domaine concerné.

## Histoire
Elle fusionne le 1er décembre 2016 avec les communes de Celles, Chavagnac, Neussargues-Moissac et Sainte-Anastasie pour constituer la commune nouvelle de Neussargues-en-Pinatelle,.
À la suite de la demande de quatre des cinq anciennes communes constitutives de Neussargues en Pinatelle dont Chalinargues, elle redevient une commune de plein exercice le 1er janvier 2025,.

## Politique et administration
| Période                                  | Période       | Identité         | Étiquette   | Qualité                            |
| ---------------------------------------- | ------------- | ---------------- | ----------- | ---------------------------------- |
| 1792                                     | 1795          | Pierre Chadefaux |             |                                    |
| Les données manquantes sont à compléter. |               |                  |             |                                    |
| mars 1989                                | décembre 2016 | Bernard Delcros  | SE puis UDI | Conseiller départemental, sénateur |

| Période       | Période       | Identité         | Étiquette   | Qualité                            |
| ------------- | ------------- | ---------------- | ----------- | ---------------------------------- |
| décembre 2016 | décembre 2017 | Bernard Delcros  | SE puis UDI | Conseiller départemental, sénateur |
| janvier 2018  | mai 2020      | Raymonde Delcros |             |                                    |
| mai 2020      | décembre 2024 | Djuwan Armandet  |             |                                    |

| Période                                  | Période  | Identité        | Étiquette | Qualité |
| ---------------------------------------- | -------- | --------------- | --------- | ------- |
| Les données manquantes sont à compléter. |          |                 |           |         |
| janvier 2025                             | En cours | Djuwan Armandet |           |         |

Pendant plusieurs années, la mairie et la communauté de communes du Pays de Murat ont mené une politique de développement durable soucieuse de l’environnement, de préservation de son patrimoine et de valorisation des ressources locales. Cette petite commune de plus de 400 habitants fut la première à réaliser un réseau de chaleur bois dans le Cantal.

## Démographie
L'évolution du nombre d'habitants est connue à travers les recensements de la population effectués dans la commune depuis 1793. Pour les communes de moins de 10 000 habitants, une enquête de recensement portant sur toute la population est réalisée tous les cinq ans, les populations de référence des années intermédiaires étant quant à elles estimées par interpolation ou extrapolation. Pour la commune, le premier recensement exhaustif entrant dans le cadre du nouveau dispositif a été réalisé en 2007.

En 2022, la commune comptait 311 habitants, en évolution de −23,77 % par rapport à 2016 (Cantal : −1,08 %, France hors Mayotte : +2,11 %).
| 1793  | 1800  | 1806  | 1821  | 1831  | 1836  | 1841  | 1846  | 1851  |
| ----- | ----- | ----- | ----- | ----- | ----- | ----- | ----- | ----- |
| 1 749 | 1 438 | 1 452 | 1 460 | 1 499 | 1 514 | 1 415 | 1 431 | 1 313 |

| 1856  | 1861  | 1866  | 1872  | 1876  | 1881  | 1886  | 1891  | 1896  |
| ----- | ----- | ----- | ----- | ----- | ----- | ----- | ----- | ----- |
| 1 311 | 1 244 | 1 208 | 1 226 | 1 206 | 1 217 | 1 313 | 1 268 | 1 233 |

| 1901  | 1906  | 1911  | 1921  | 1926 | 1931 | 1936 | 1946 | 1954 |
| ----- | ----- | ----- | ----- | ---- | ---- | ---- | ---- | ---- |
| 1 261 | 1 132 | 1 241 | 1 010 | 950  | 980  | 931  | 876  | 731  |

| 1962 | 1968 | 1975 | 1982 | 1990 | 1999 | 2006 | 2007 | 2012 |
| ---- | ---- | ---- | ---- | ---- | ---- | ---- | ---- | ---- |
| 719  | 635  | 527  | 440  | 442  | 433  | 435  | 435  | 426  |

| 2017 | 2022 | - | - | - | - | - | - | - |
| ---- | ---- | - | - | - | - | - | - | - |
| 401  | 311  | - | - | - | - | - | - | - |

## Économie
Depuis des années, en parallèle de l'activité agricole, Chalinargues a su développer une activité économique tournée vers le tourisme vert et culturel ainsi que les activités de pleine nature.
Il a notamment été créé au cœur de la forêt de la Pinatelle un centre équestre de pleine nature qui accueille plusieurs fois dans l'année des championnats de T.R.E.C. à l'échelle nationale et internationale. La création de la Maison de la Pinatelle au centre du village, qui se présente comme un centre d'information et de découverte avec un espace d'exposition et un espace scénographique dédié aux paysages cantaliens, illustre bien aussi la volonté du village de se tourner vers le tourisme.

## Culture locale et patrimoine

### Lieux et monuments
- Église Saint-Barthélemy du XIIe siècle est inscrite au titre des monuments historiques en 1925[13].
- Croix de Mons une croix monumentale en basalte est classée au titre des monuments historiques en 1922[14].

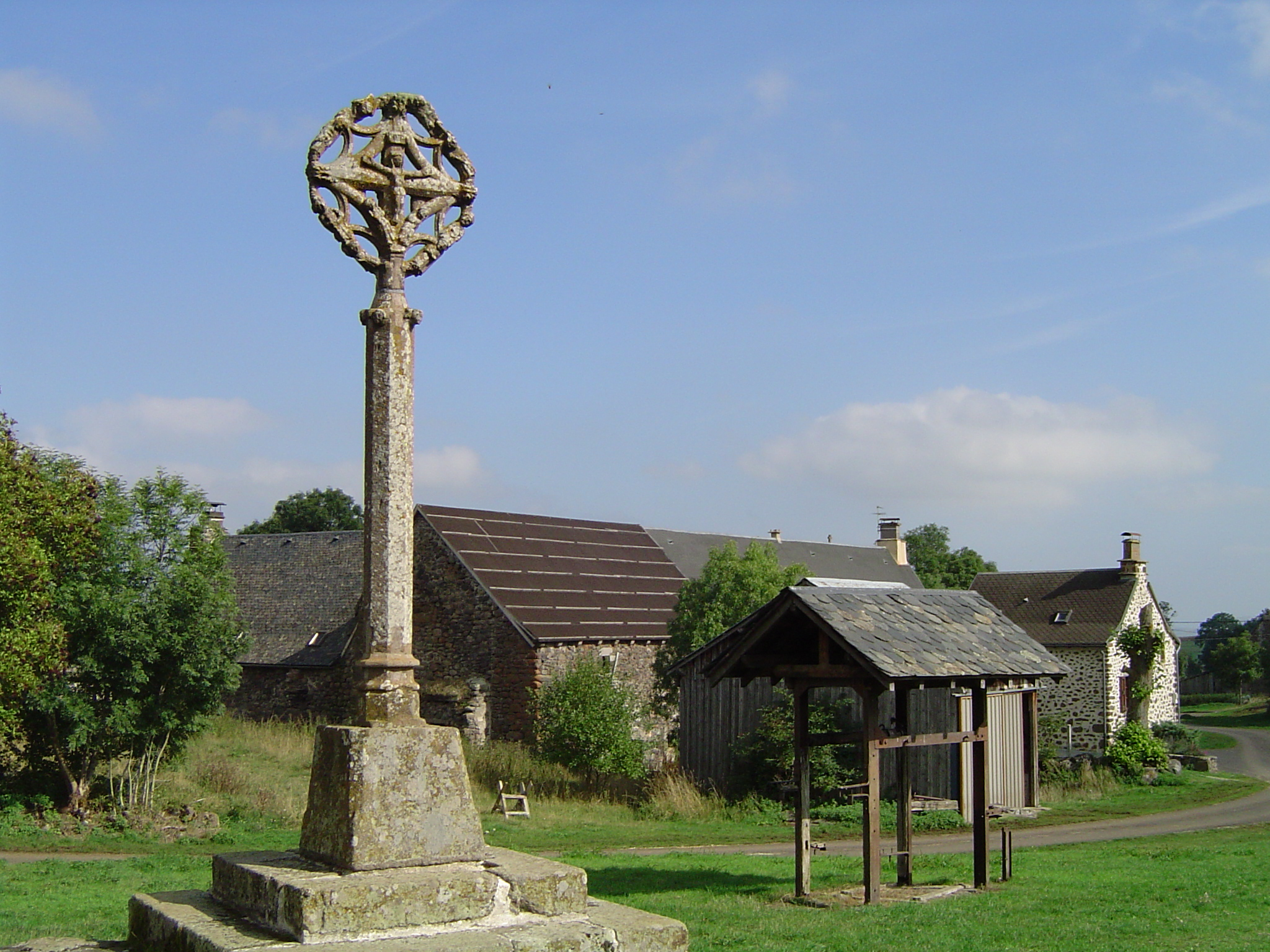
Croix de Mons.
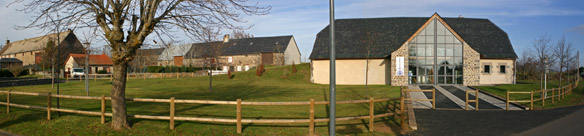
La Maison de la Pinatelle.
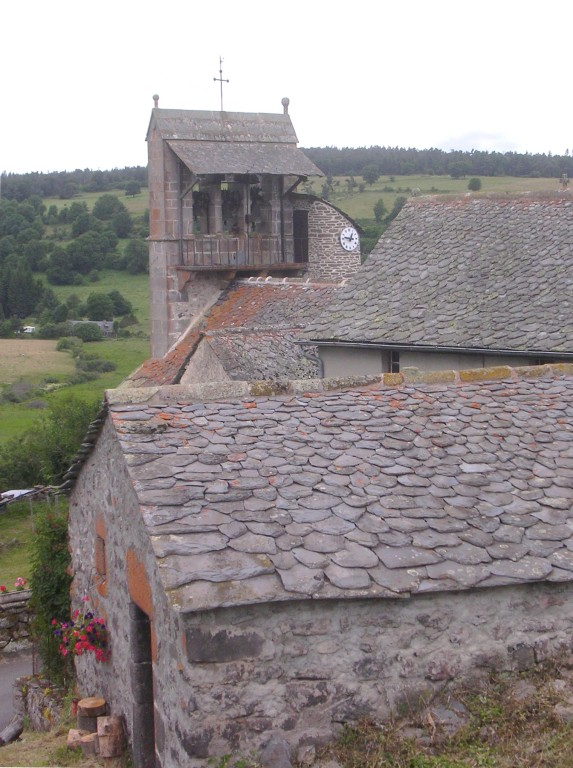
L'église et le four à pain de Mouret.

### Patrimoine culturel

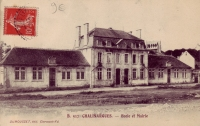
École de Chalinargues.

- Les scènes du film La Nouvelle Guerre des boutons de Christophe Barratier se déroulant à l'école ont été tournées à Chalinargues durant l'été 2011.

#### Patrimoine naturel
- Forêt de la Pinatelle

- Le territoire de Chalinargues est dans le périmètre du parc naturel régional des volcans d'Auvergne.

#### Personnalités liées à la commune
- Hugues Chauliaguet, seigneur de Gorce, né à Chalinargues, était chirurgien du roi Louis xi en 1420.
- Abbé Jean Labouderie (1776-1849), prédicateur de Notre-Dame de Paris, orientaliste et occitaniste réputé, membre de la Société des antiquaires de France et de l'Académie de Rouen, auteur du Christianisme de Montaigne et de la traduction en langue occitane de plusieurs livres de la Bible, comme le livre de Ruth et la parabole de l'enfant prodigue.
- Bernard Delcros, sénateur du Cantal (2015- )

#### Héraldique
Armoirie, Blason: D'azur et Calice en or -  La Communauté des prêtres de Chalinargues. Blason réalisé sur l'ordre du Roi Louis XIV de la        création de L'Armorial général de France en 1696. (L'Armorial de France de Charles d'Hozier, folio 188, est consultable sur Gallica)https://gallica.bnf.fr/ark:/12148/bpt6k111461c/f191.image